# 傑克·莫菲
傑克·莫菲 (John Joseph "Jack"  Murphy，1988年4月6日—)，為美國棒球選手，守備位置為捕手。

## 職棒生涯
2009年，進入美國職棒的多倫多藍鳥隊的小聯盟體系，從短期1A開始起步。
2012年，轉至澳洲職棒的坎培拉騎兵效力。
2013年，隨隊來台灣參與亞洲職棒大賽，因在複賽中與韓國職棒的總冠軍三星獅對戰中，揮出致勝超前分的兩分打點全壘打，而在台灣被廣泛討論。
然而在冠軍戰與中華職棒總冠軍統一獅的賽事中，又在第8局時揮出一支滿貫全壘打，而成為矚目的焦點，並獲得了2013年亞洲職棒大賽的最有價值球員。
2013年，入選了澳洲職棒2013-14年度明星賽的「世界隊」先發名單。
2015年9月13日，被交易到洛杉磯道奇隊，新的球季就加入道奇隊3A的奧克拉荷馬市道奇隊。
2018年1月22日，跟克里夫蘭印地安人隊簽下小聯盟合約，但於同年4月6日被釋出。於年底加入澳洲職棒的雪梨藍襪隊。
2019年2月28日，與邁阿密馬林魚簽下小聯盟合約。但在同年4月1日遭到釋出。

## 外部連結
- 傑克·莫菲的X（前Twitter）
- 傑克·莫菲的比賽數據 （页面存档备份，存于）（英文）
- 傑克·莫菲的比賽數據 （页面存档备份，存于）（英文）
- 雪梨蘭襪官網 （页面存档备份，存于） - 傑克·莫菲 （英文）